# Araneus senicaudatus
Araneus senicaudatus là một loài nhện trong họ Araneidae.
Loài này thuộc chi Araneus. Araneus senicaudatus được Eugène Simon miêu tả năm 1908.